# 上海证券报
《上海证券报》，1991年由上海证券交易所创立，总部位于上海市。目前是新华社主管主办的全国性财经证券类日报，是中国证监会、保监会、银监会指定披露信息的报刊。
2018年，报纸入选2017年全国百强报纸推荐名单。

## 外部連結
- 上海证券报的新浪微博
- 上海证券报·中国证券网（页面存档备份，存于）